# Maksim Pežemskij
Maksim Pežemskij (Zeja, 30 marzo 1963) è un regista russo.

## Filmografia parziale

### Regista
- Mama, ne gorjuj (1998)
- Mama, ne gorjuj 2 (2005)